# Xyrias chioui
Xyrias chioui är en fiskart som beskrevs av Mccosker, Chen och Chen 2009. Xyrias chioui ingår i släktet Xyrias och familjen Ophichthidae. Inga underarter finns listade i Catalogue of Life.